# Jack Montrose
Jack Montrose, né le 30 décembre 1928 à Detroit dans le Michigan  et mort le 7 février 2006 à Las Vegas dans le Nevada, est un saxophoniste de jazz américain. C'est un représentant du jazz West Coast.
Il ne doit pas être confondu avec un autre saxophoniste ténor américain appelé J. R. Monterose.

## Biographie
Né à Detroit, Jack Montrose vit à Chicago puis à Chattanooga dans le Tennessee. Il joint un orchestre local à l'âge de 14 ans. En 1952, à Los Angeles, il fait partie du sextet de John Kirby où il côtoie le saxophone baryton Bob Gordon avec qui il collaborera jusqu'au décès de celui-ci en 1955. Résidant désormais en Californie, il joue et enregistre avec les musiciens West Coast Shorty Rogers, Art Pepper, Dave Pell et Bob Gordon. Il est aussi arrangeur, par exemple pour Clifford Brown.
Avec la fin du jazz West Coast vers 1960, il joue comme musicien d'ambiance à Las Vegas. Il est redécouvert dans les années 1980, se produisant avec les survivants du West Coast.

## Discographie partielle

### Comme leader ou co-leader
- 1954 : Bob Gordon : Meet Mr. Gordon, Pacific Jazz Records PJ LP-12
- 1955 : Jack Montrose Sextet, Pacific Jazz Records, PJ-1208
- 1956 :  Jack Montrose : Arranged, Played, Composed by Jack Montrose with Bob Gordon, LP, Atlantic Records 1223
- 1957 : Jack Montrose Quintet : Blues and Vanilla, RCA Records LPM-1451
- 1958 : Jack Montrose and All-Stars : The Horn's Full, RCA, LPM-1572

### Comme sideman
- 1954, Lennie Niehaus : Lennie Niehaus Vol. 1: The Quintets, 25 cm, Contemporary Records C-2513

## Sources
- Courte biographie sur le site Allmusic.com
- Alain Tercinet, 1986, West Coast Jazz, collection Epistrophy,  Editions Parenthèses, Marseille.